# Tío Willy
Tío Willy és una sèrie de televisió emesa per Televisió espanyola en la temporada 1998-1999, amb direcció de Pablo Ibáñez T. Es tracta de la primera sèrie a Espanya protagonitzada per un personatge homosexual.

## Argument
Willy és un homosexual, ATS de professió, que degué abandonar Espanya i instal·lar-se a San Francisco, a causa de la seva orientació sexual. De retorn al seu país, es veu en la tessitura d'exercir de pare dels seus nebots Guillermo, Ana i Chema, amb motiu de la crisi matrimonial de la seva germana Alicia. Willy es fa amb l'afecte de la família. A més aconsegueix que la seva parella des de fa 20 anys, Marcelo, vingui a viure a Madrid i tots dos munten una pizzeria. Finalment, acabaran casant-se a Dinamarca a l'últim episodi.

## Crítiques
Amb motiu de l'estrena de la sèrie, l'Agrupació de Teleespectadors i Radiooients, va alertar sobre la socialment indesitjable magnificació de conductes patològiques, les conseqüències en víctimes de les quals infantils i adolescents salten amb dramàtica freqüència en els mitjans de comunicació.
Per part seva, la Federació Estatal Gai-Lesbiana, en boca del seu llavors president Pedro Zerolo, va assenyalar que Aquesta sèrie suposa un avanç més cap a la normalització, amb els riscos que això pugui comportar. El protagonista pot ser que estigui estereotipat, però això també succeeix en una altra mena d'obres.

## Audiència
L'audiència mitjana de la sèrie va ser de 3.200.000 espectadors (18,4% de quota de pantalla).

## Repartiment
- Andrés Pajares – Tío Willy.
- Sílvia Munt – Alicia.
- Andrés Burguera – Micky
- Hugo Arana – Marcelo.
- Álex Cano – Guillermo.
- Verónica Jiménez – Ana
- Álvaro Criado Martín.
- Laura Cepeda.
- Marta Fernández Muro.
- Manuel Tejada – Armando (1999).
- Paco Maldonado.
- Javivi - Porter

## Fitxa tècnica
- Director: Pablo Ibáñez T.
- Productor: Valerio Lazarov.
- Guions: Eduardo Ladrón de Guevara (editor). Juanjo Díaz Polo (guionista).
- Ajudant de direcció: José Picaporte.

## Premis i nominacions
- Premis Ondas 1998
- TP d'Or 1998 (1998): Nominació a Andrés Pajares com a Millor Actor.
- Premis ATV (1999): Nominació a Andrés Pajares en la categoria de Millor Interpretació Masculina.